# Бескиш
Бескиш — деревня в Новосёловском районе Красноярского края России. Входит в состав Комского сельсовета.

## География
Деревня расположена в 43 км к востоку от районного центра Новосёлово.

## Население
| 2010 |
| ---- |
| 36   |

Гендерный состав
По данным Всероссийской переписи населения 2010 года 18 мужчин и 18 женщин из 36 чел.